# 마쓰오촌 (미에현)
마쓰오촌(松尾村)은 미에현 이난군에 있던 촌이다. 현재의 마쓰사카시에 해당한다.

## 역사
- 1889년 4월 1일 - 정촌제 시행에 의해 이타카군 마쓰오촌이 성립하였다.
- 1896년 4월 1일 - 군제 시행에 의해 이난군으로 변경되었다.
- 1954년 10월 15일 - 마쓰사카시에 편입해, 동일 마쓰오촌은 폐지되었다.

## 교통

### 도로
현재는 이세자동차도가 구촌 지역을 통과하지만 당시에는 미개통 상태였다.

## 참고문헌
- 『가도카와 일본 지명 대사전 24 三重県』。